# Aplomerus tibialis
Aplomerus tibialis là một loài tò vò trong họ Ichneumonidae.